# Rolf Lamers
Rolf Lamers (* 8. Juli 1927 in Sterkrade-Hiesfeld (heute Oberhausen); † 17. Oktober 2016 in Lahnstein) war ein deutscher Leichtathlet und Spezialist über die Mittelstrecke von 1500 Meter.

## Leben
Lamers wurde am 8. Juli 1927 im damaligen Stadtkreis Sterkrade (Stadtteil Hiesfeld) geboren. Bereits in seiner Jugend errang er viele Siege. Die letzten Jahre des Zweiten Weltkrieges verbrachte Lamers beim Reichsarbeitsdienst in Leer. Nach Ende des Krieges kehrte er nach Oberhausen zurück und ging auf eine Polizeischule in Düsseldorf. Danach arbeitete Lamers als Wachtmeister und lebte mit seiner Ehefrau in Dinslaken. Später lebte das Ehepaar in Lahnstein.

## Sportliche Erfolge
1947 trat Lamers dem Sportverein Rot-Weiß Oberhausen (RWO) bei. Danach folgten Mitgliedschaften bei SuS 09 Dinslaken, PSV Borussia Düsseldorf und SpVgg Sterkrade.
Im Jahr 1948 lief er die 1500 Meter noch in einer Zeit von 4:02,0 min und verbesserte sich bis 1952 um mehr als fünf Sekunden auf 3:46,8 min.
Karl Grünsfelder, Heinz Hoewner, Rolf Lamers und Willi Klömpken liefen am 6. Juli 1950 bei einem Klubkampf gegen den DSB Düsseldorf einen neuen deutschen Rekord über 4-mal-1500-Meter mit einer Zeit von 16:01,2 min.
Am 5. August 1950 wurde er in Stuttgart Deutscher Meister über 1500 Meter in 3:53,8 min vor Ludwig Warnemünde und Heinz Laufer. 1952 in Berlin wurde Lamers über diese Distanz in 3:47,4 min Dritter hinter Werner Lueg und Günter Dohrow. Ein Jahr später, bei den Deutschen Leichtathletik-Meisterschaften des Jahres 1953, wurde er über 1500 Meter Zweiter hinter Werner Lueg und vor Olaf Lawrenz.
Bei den Olympischen Sommerspielen 1952 in Helsinki wurde er über 1500 Meter mit einer Zeit von 3:46,8 min Sechster. Lamers übernahm vom Start an die Führungsarbeit, sodass sich Werner Lueg für den Endspurt schonen konnte. Dieser löste ihn nach 1000 Metern ab und gewann Bronze.
Bei den Deutschen Leichtathletik-Hallenmeisterschaften 1955 und 1957 wurde er im 1500-Meter-Lauf Dritter hinter Klaus Retienne und Werner Bumann beziehungsweise Alfred Brand und Günther Timm.
Am 19. August 1956 wurde Lamers in Berlin mit 14:20,8 min Deutscher Meister im 5000-Meter-Lauf.